# فده سان امترزیو
فده سان امترزیو (انگلیسی: Fede San Emeterio؛ زادهٔ ۱۶ مارس ۱۹۹۷) بازیکن فوتبال اهل اسپانیا است.
از باشگاه‌هایی که در آن بازی کرده‌است می‌توان به باشگاه فوتبال راسینگ سانتاندر و باشگاه فوتبال رئال وایادولید اشاره کرد.
وی همچنین در تیم ملی فوتبال زیر ۱۹ سال اسپانیا بازی کرده‌است.